# Owen Hargreaves
Owen Lee Hargreaves (Calgary, 20 gennaio 1981) è un ex calciatore inglese con cittadinanza canadese, di ruolo centrocampista. Attualmente lavora come commentatore televisivo per le partite della Premier League.

## Biografia
Canadese per nascita e inglese per ascendenza familiare, nel 2000 scelse di rappresentare l'Inghilterra, possibilità concessagli per via dell'origine di suo padre Colin, nativo di Bolton.
Prima di tale data aveva giocato per la nazionale giovanile del Galles, Paese d'origine di sua madre.
Si tratta del primo giocatore inglese ad avere esordito in nazionale maggiore senza avere mai vissuto in precedenza nel Regno Unito, e il secondo - dopo Joe Baker - ad averlo fatto senza avere prima militato in un qualsivoglia club del sistema inglese di lega.

## Caratteristiche tecniche
Era un centrocampista centrale che poteva giocare pure da esterno. Abile nel tirare le punizioni, disponeva di ottima personalità, velocità.
La sua carriera è stata penalizzata dagli infortuni.

## Carriera

### Club

Hargreaves solleva il trofeo della UEFA Champions League 2000-2001 vinta col Bayern Monaco

#### Inizi e Bayern Monaco
Nato a Calgary in Canada, nella sua carriera ha giocato, prima di approdare in Premier League, soltanto in Bundesliga. Ha militato nel Bayern Monaco dal 2000 al 2007: con i bavaresi ha partecipato a sette edizioni della Champions League, vincendone una (2001). Nello stesso anno ha vinto la Coppa Intercontinentale contro il Boca Juniors. A partire dal 2002-2003 il suo spazio ha iniziato a ridursi a causa degli infortuni che lo hanno tormentato negli anni.
Con il Bayern ha inoltre conquistato 4 campionati tedeschi, 3 Coppe di Germania e una Coppa di Lega tedesca.

#### Manchester United
Nell'estate del 2007 si è trasferito, per 17 milioni di sterline, al Manchester United, con cui ha vinto il campionato inglese 2007-2008, due Community Shield e la Champions League. A causa di una tendinite che lo ha portato ad operarsi a tutte e due le ginocchia, ha saltato tutte le stagioni 2008-09 e 2009-10. Ha fatto il proprio ritorno in campo il 6 novembre 2010, quando è stato schierato da titolare nella partita di campionato contro il Wolverhampton (cosa che non succedeva dal maggio 2008), ma ha dovuto abbandonare il campo dopo meno di dieci minuti a causa di un infortunio al bicipite femorale, che lo costringerà nuovamente a saltare tutta la stagione.

#### Manchester City
Scaduto il suo contratto con i Red Devils, nell'ultimo giorno di mercato, firma un contratto annuale con i concittadini del Manchester City. Il 21 settembre 2011 torna in campo in un incontro di Carling Cup contro il Birmingham City, vinto 2-0, nel quale gioca 57 minuti e segna il primo gol della partita con un tiro da fuori area. Lascia così i Citizens dopo una sola presenza in campionato (contro l'Aston Villa all'8ª giornata) a fine contratto, restando svincolato.

### Nazionale
Con la maglia dell'Inghilterra ha partecipato alle più importanti rassegne per nazionali, seppure da riserva: è stato incluso nella lista dei 23 convocati dell'Inghilterra dall'allora CT Sven-Göran Eriksson per i Mondiali 2002 in Giappone e Corea del Sud (terminati con la sconfitta 2-1 ai quarti contro il Brasile) e per i Mondiali 2006 in Germania (con gli inglesi eliminati ai rigori ai quarti dal Portogallo, nonostante Hargreaves avesse realizzato il proprio tiro dal dischetto e fornito un'ottima prestazione nel corso della gara).
Nel 2004 è stato inoltre convocato per gli Europei in Portogallo, durante i quali l'Inghilterra è stata eliminata, sempre ai quarti di finale e sempre ai rigori (e pure in questo caso Hargreaves aveva realizzato il suo tiro dal dischetto), dai portoghesi padroni di casa.

## Statistiche

### Presenze e reti nei club
| Stagione                 | Squadra                  | Campionato               | Campionato | Campionato | Coppe nazionali | Coppe nazionali | Coppe nazionali | Coppe continentali | Coppe continentali | Coppe continentali | Altre coppe | Altre coppe | Altre coppe | Totale | Totale |
| Stagione                 | Squadra                  | Comp                     | Pres       | Reti       | Comp            | Pres            | Reti            | Comp               | Pres               | Reti               | Comp        | Pres        | Reti        | Pres   | Reti   |
| ------------------------ | ------------------------ | ------------------------ | ---------- | ---------- | --------------- | --------------- | --------------- | ------------------ | ------------------ | ------------------ | ----------- | ----------- | ----------- | ------ | ------ |
| 2000-2001                | Bayern Monaco            | BL                       | 14         | 0          | CG              | 1               | 0               | UCL                | 4                  | 0                  | CL          | 1           | 0           | 20     | 0      |
| 2001-2002                | Bayern Monaco            | BL                       | 29         | 0          | CG              | 4               | 0               | UCL                | 13                 | 0                  | CL+SU+CInt  | 1+1+1       | 0           | 49     | 0      |
| 2002-2003                | Bayern Monaco            | BL                       | 25         | 1          | CG              | 5               | 1               | UCL                | 5                  | 0                  | CL          | 0           | 0           | 35     | 2      |
| 2003-2004                | Bayern Monaco            | BL                       | 25         | 2          | CG              | 3               | 0               | UCL                | 6                  | 0                  | CL          | 1           | 0           | 35     | 2      |
| 2004-2005                | Bayern Monaco            | BL                       | 27         | 1          | CG              | 3               | 2               | UCL                | 8                  | 0                  | CL          | -           | -           | 38     | 3      |
| 2005-2006                | Bayern Monaco            | BL                       | 16         | 1          | CG              | 5               | 2               | UCL                | 2                  | 0                  | CL          | 1           | 0           | 24     | 3      |
| 2006-2007                | Bayern Monaco            | BL                       | 9          | 0          | CG              | 1               | 0               | UCL                | 5                  | 0                  | CL          | 2           | 0           | 17     | 0      |
| Totale Bayern Monaco     | Totale Bayern Monaco     | Totale Bayern Monaco     | 145        | 5          |                 | 22              | 5               |                    | 43                 | 0                  |             | 8           | 0           | 218    | 10     |
| 2007-2008                | Manchester United        | PL                       | 24         | 2          | FACup+CdL       | 3+0             | 0               | UCL                | 8                  | 0                  | CS          | 0           | 0           | 35     | 2      |
| 2008-2009                | Manchester United        | PL                       | 2          | 0          | FACup+CdL       | 0               | 0               | UCL                | 1                  | 0                  | CS+SU+Cmc   | 0+0+0       | 0           | 3      | 0      |
| 2009-2010                | Manchester United        | PL                       | 1          | 0          | FACup+CdL       | 0               | 0               | UCL                | 0                  | 0                  | CS          | 0           | 0           | 1      | 0      |
| 2010-2011                | Manchester United        | PL                       | 1          | 0          | FACup+CdL       | 0               | 0               | UCL                | 0                  | 0                  | CS          | 0           | 0           | 1      | 0      |
| Totale Manchester United | Totale Manchester United | Totale Manchester United | 28         | 2          |                 | 3               | 0               |                    | 9                  | 0                  |             | 0           | 0           | 40     | 2      |
| 2011-2012                | Manchester City          | PL                       | 1          | 0          | FACup+CdL       | 1+2             | 0+1             | UCL+UEL            | 0                  | 0                  | CS          | 0           | 0           | 4      | 1      |
| Totale carriera          | Totale carriera          | Totale carriera          | 174        | 7          |                 | 28              | 6               |                    | 52                 | 0                  |             | 8           | 0           | 262    | 13     |

### Cronologia presenze e reti in nazionale
| Cronologia completa delle presenze e delle reti in nazionale ― Inghilterra | Cronologia completa delle presenze e delle reti in nazionale ― Inghilterra | Cronologia completa delle presenze e delle reti in nazionale ― Inghilterra | Cronologia completa delle presenze e delle reti in nazionale ― Inghilterra | Cronologia completa delle presenze e delle reti in nazionale ― Inghilterra | Cronologia completa delle presenze e delle reti in nazionale ― Inghilterra | Cronologia completa delle presenze e delle reti in nazionale ― Inghilterra | Cronologia completa delle presenze e delle reti in nazionale ― Inghilterra |
| Data                                                                       | Città                                                                      | In casa                                                                    | Risultato                                                                  | Ospiti                                                                     | Competizione                                                               | Reti                                                                       | Note                                                                       |
| -------------------------------------------------------------------------- | -------------------------------------------------------------------------- | -------------------------------------------------------------------------- | -------------------------------------------------------------------------- | -------------------------------------------------------------------------- | -------------------------------------------------------------------------- | -------------------------------------------------------------------------- | -------------------------------------------------------------------------- |
| 15-8-2001                                                                  | Londra                                                                     | Inghilterra                                                                | 0 – 2                                                                      | Paesi Bassi                                                                | Amichevole                                                                 | -                                                                          | 46’                                                                        |
| 1-9-2001                                                                   | Monaco di Baviera                                                          | Germania                                                                   | 1 – 5                                                                      | Inghilterra                                                                | Qual. Mondiali 2002                                                        | -                                                                          | 78’                                                                        |
| 27-3-2002                                                                  | Leeds                                                                      | Inghilterra                                                                | 1 – 2                                                                      | Italia                                                                     | Amichevole                                                                 | -                                                                          | 46’                                                                        |
| 17-4-2002                                                                  | Liverpool                                                                  | Inghilterra                                                                | 4 – 0                                                                      | Paraguay                                                                   | Amichevole                                                                 | -                                                                          | 46’                                                                        |
| 21-5-2002                                                                  | Seogwipo                                                                   | Inghilterra                                                                | 1 – 1                                                                      | Corea del Sud                                                              | Amichevole                                                                 | -                                                                          |                                                                            |
| 26-5-2002                                                                  | Kōbe                                                                       | Inghilterra                                                                | 2 – 2                                                                      | Camerun                                                                    | Amichevole                                                                 | -                                                                          |                                                                            |
| 2-6-2002                                                                   | Saitama                                                                    | Svezia                                                                     | 1 – 1                                                                      | Inghilterra                                                                | Mondiali 2002 - 1º turno                                                   | -                                                                          |                                                                            |
| 7-6-2002                                                                   | Sapporo                                                                    | Argentina                                                                  | 0 – 1                                                                      | Inghilterra                                                                | Mondiali 2002 - 1º turno                                                   | -                                                                          | 19’                                                                        |
| 7-9-2002                                                                   | Birmingham                                                                 | Inghilterra                                                                | 1 – 1                                                                      | Portogallo                                                                 | Amichevole                                                                 | -                                                                          | 46’                                                                        |
| 12-10-2002                                                                 | Bratislava                                                                 | Slovacchia                                                                 | 1 – 2                                                                      | Inghilterra                                                                | Qual. Euro 2004                                                            | -                                                                          | 86’                                                                        |
| 12-2-2003                                                                  | Londra                                                                     | Inghilterra                                                                | 1 – 3                                                                      | Australia                                                                  | Amichevole                                                                 | -                                                                          | 46’                                                                        |
| 3-6-2003                                                                   | Leicester                                                                  | Inghilterra                                                                | 2 – 1                                                                      | Serbia e Montenegro                                                        | Amichevole                                                                 | -                                                                          | 46’                                                                        |
| 11-6-2003                                                                  | Middlesbrough                                                              | Inghilterra                                                                | 2 – 1                                                                      | Slovacchia                                                                 | Qual. Euro 2004                                                            | -                                                                          | 43’                                                                        |
| 6-9-2003                                                                   | Skopje                                                                     | Macedonia                                                                  | 1 – 2                                                                      | Inghilterra                                                                | Qual. Euro 2004                                                            | -                                                                          |                                                                            |
| 10-9-2003                                                                  | Manchester                                                                 | Inghilterra                                                                | 2 – 0                                                                      | Liechtenstein                                                              | Qual. Euro 2004                                                            | -                                                                          | 58’                                                                        |
| 18-2-2004                                                                  | Faro                                                                       | Portogallo                                                                 | 1 – 1                                                                      | Inghilterra                                                                | Amichevole                                                                 | -                                                                          | 86’                                                                        |
| 31-3-2004                                                                  | Göteborg                                                                   | Svezia                                                                     | 1 – 0                                                                      | Inghilterra                                                                | Amichevole                                                                 | -                                                                          | 60’                                                                        |
| 1-6-2004                                                                   | Manchester                                                                 | Inghilterra                                                                | 1 – 1                                                                      | Giappone                                                                   | FAST                                                                       | -                                                                          | 82’                                                                        |
| 5-6-2004                                                                   | Manchester                                                                 | Inghilterra                                                                | 6 – 1                                                                      | Islanda                                                                    | FAST                                                                       | -                                                                          | 46’                                                                        |
| 13-6-2004                                                                  | Lisbona                                                                    | Inghilterra                                                                | 1 – 2                                                                      | Francia                                                                    | Euro 2004 - 1º turno                                                       | -                                                                          | 77’                                                                        |
| 17-6-2004                                                                  | Coimbra                                                                    | Inghilterra                                                                | 3 – 0                                                                      | Svizzera                                                                   | Euro 2004 - 1º turno                                                       | -                                                                          | 70’                                                                        |
| 24-6-2004                                                                  | Lisbona                                                                    | Portogallo                                                                 | 2 – 2 dts (6 – 5 dtr)                                                      | Inghilterra                                                                | Euro 2004 - Quarti di finale                                               | -                                                                          | 81’                                                                        |
| 8-9-2004                                                                   | Chorzów                                                                    | Polonia                                                                    | 1 – 2                                                                      | Inghilterra                                                                | Qual. Mondiali 2006                                                        | -                                                                          | 90’                                                                        |
| 9-10-2004                                                                  | Manchester                                                                 | Inghilterra                                                                | 2 – 0                                                                      | Galles                                                                     | Qual. Mondiali 2006                                                        | -                                                                          | 85’                                                                        |
| 9-2-2005                                                                   | Birmingham                                                                 | Inghilterra                                                                | 0 – 0                                                                      | Paesi Bassi                                                                | Amichevole                                                                 | -                                                                          | 46’                                                                        |
| 26-3-2005                                                                  | Manchester                                                                 | Inghilterra                                                                | 4 – 0                                                                      | Irlanda del Nord                                                           | Qual. Mondiali 2006                                                        | -                                                                          | 72’                                                                        |
| 17-8-2005                                                                  | Copenaghen                                                                 | Danimarca                                                                  | 4 – 1                                                                      | Inghilterra                                                                | Amichevole                                                                 | -                                                                          | 64’                                                                        |
| 3-9-2005                                                                   | Cardiff                                                                    | Galles                                                                     | 0 – 1                                                                      | Inghilterra                                                                | Qual. Mondiali 2006                                                        | -                                                                          | 76’                                                                        |
| 7-9-2005                                                                   | Belfast                                                                    | Irlanda del Nord                                                           | 1 – 0                                                                      | Inghilterra                                                                | Qual. Mondiali 2006                                                        | -                                                                          | 80’                                                                        |
| 30-5-2006                                                                  | Manchester                                                                 | Inghilterra                                                                | 3 – 1                                                                      | Ungheria                                                                   | Amichevole                                                                 | -                                                                          | 46’                                                                        |
| 10-6-2006                                                                  | Francoforte sul Meno                                                       | Inghilterra                                                                | 1 – 0                                                                      | Paraguay                                                                   | Mondiali 2006 - 1º Turno                                                   | -                                                                          | 83’                                                                        |
| 20-6-2006                                                                  | Colonia                                                                    | Inghilterra                                                                | 2 – 2                                                                      | Svezia                                                                     | Mondiali 2006 - 1º turno                                                   | -                                                                          | 76’                                                                        |
| 25-6-2006                                                                  | Stoccarda                                                                  | Inghilterra                                                                | 1 – 0                                                                      | Ecuador                                                                    | Mondiali 2006 - Ottavi di finale                                           | -                                                                          |                                                                            |
| 1-7-2006                                                                   | Gelsenkirchen                                                              | Inghilterra                                                                | 0 – 0 dts (1 – 3 dtr)                                                      | Portogallo                                                                 | Mondiali 2006 - Quarti di finale                                           | -                                                                          | 107’                                                                       |
| 16-8-2006                                                                  | Manchester                                                                 | Inghilterra                                                                | 4 – 0                                                                      | Grecia                                                                     | Amichevole                                                                 | -                                                                          |                                                                            |
| 2-9-2006                                                                   | Manchester                                                                 | Inghilterra                                                                | 5 – 0                                                                      | Andorra                                                                    | Qual. Euro 2008                                                            | -                                                                          |                                                                            |
| 6-9-2006                                                                   | Skopje                                                                     | Macedonia                                                                  | 0 – 1                                                                      | Inghilterra                                                                | Qual. Euro 2008                                                            | -                                                                          |                                                                            |
| 24-3-2007                                                                  | Ramat Gan                                                                  | Israele                                                                    | 0 – 0                                                                      | Inghilterra                                                                | Qual. Euro 2008                                                            | -                                                                          |                                                                            |
| 28-3-2007                                                                  | Barcellona                                                                 | Andorra                                                                    | 0 – 3                                                                      | Inghilterra                                                                | Qual. Euro 2008                                                            | -                                                                          | 77’                                                                        |
| 6-2-2008                                                                   | Londra                                                                     | Inghilterra                                                                | 2 – 1                                                                      | Svizzera                                                                   | Amichevole                                                                 | -                                                                          | 73’                                                                        |
| 25-3-2008                                                                  | Saint-Denis                                                                | Francia                                                                    | 1 – 0                                                                      | Inghilterra                                                                | Amichevole                                                                 | -                                                                          |                                                                            |
| 28-5-2008                                                                  | Londra                                                                     | Inghilterra                                                                | 2 – 0                                                                      | Stati Uniti                                                                | Amichevole                                                                 | -                                                                          |                                                                            |
| Totale                                                                     |                                                                            | Presenze                                                                   | 42                                                                         |                                                                            | Reti                                                                       | 0                                                                          |                                                                            |

## Palmarès

### Club

#### Competizioni nazionali
- Campionato tedesco: 4

Bayern Monaco: 2000-2001, 2002-2003, 2004-2005, 2005-2006
- Coppa di Germania: 3

Bayern Monaco: 2002-2003, 2004-2005, 2005-2006
- Coppa di Lega tedesca: 2

Bayern Monaco: 2000, 2004
- Campionato inglese: 4

Manchester United: 2007-2008, 2008-2009, 2010-2011
Manchester City: 2011-2012
- Community Shield: 2

Manchester United: 2007, 2008
- Coppa di Lega inglese: 2

Manchester United: 2008-2009, 2009-2010

#### Competizioni internazionali
- UEFA Champions League: 2

Bayern Monaco: 2000-2001
Manchester United: 2007-2008
- Coppa Intercontinentale: 1

Bayern Monaco: 2001
- Coppa del mondo per club: 1

Manchester United: 2008

### Individuale
- Trofeo Bravo: 1 (2001)